# Stary Browar
Le Stary Browar (en français, la Vieille Brasserie) est un centre commercial et artistique, proche du centre historique de la ville de Poznań. Il est adjacent à un complexe de bureaux de grande hauteur, qui regroupe le Poznań Financial Centre (pl) (2001) et l'Andersia Tower (pl). 
Sur une superficie totale d'environ 130 000 m2, la vieille brasserie abrite environ 200 boutiques, 30 espaces de restauration, un théâtre, un cinéma, une salle de concert, un hôtel et un jardin public. Le bâtiment a été conçu par Studio ADS (pl), à partir de la friche de l'ancienne brasserie Huggerów (pl). L'investisseur est le groupe Fortis, détenu par Grażyna Kulczyk. Depuis 2015, il appartient à Deutsche Asset & Wealth Management, dont le nom actuel est Deutsche Asset Management. Le décor a été conçu par le scénographe Ryszard Kaja (pl) en préservant l'architecture et le style d'origine.

## Idea 50 50
Idea 50 50 est un concept philosophique qui sous-tend tous les projets de Grażyna Kulczyk. Il suppose que l'art constitue 50 % de chaque projet.
Le projet initial de la vieille brasserie prévoyait d’accueillir les collections personnelles de Grażyna Kulczyk représentant plus de 100 millions d'euros, mais le conseil municipal de Poznań déclina la proposition. Le musée des arts contemporains et de la performance (en polonais: Muzeum Sztuki Współczesnej i Performansu) ouvrira finalement ses portes à Varsovie en 2018.

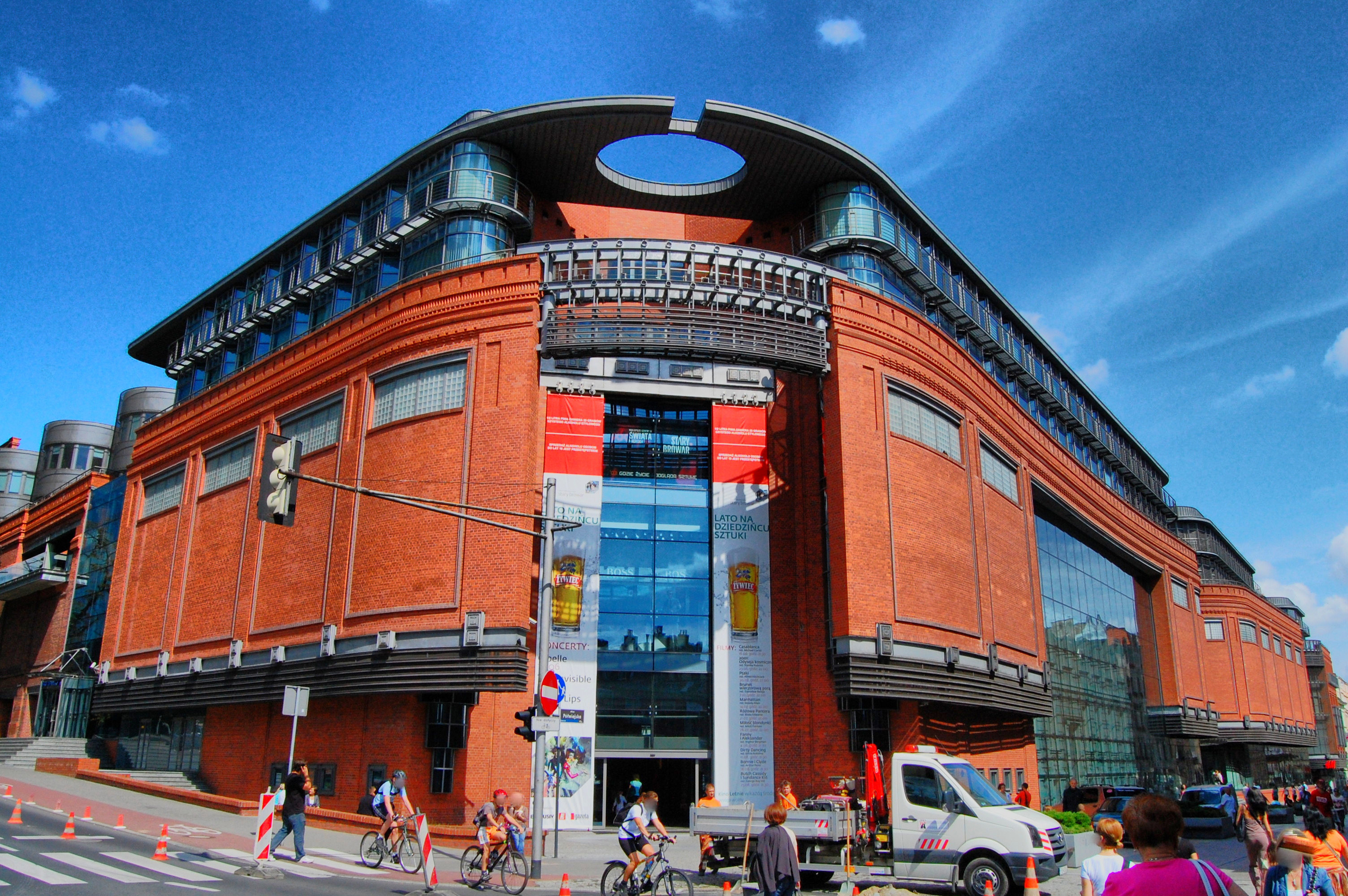
Entrée principale
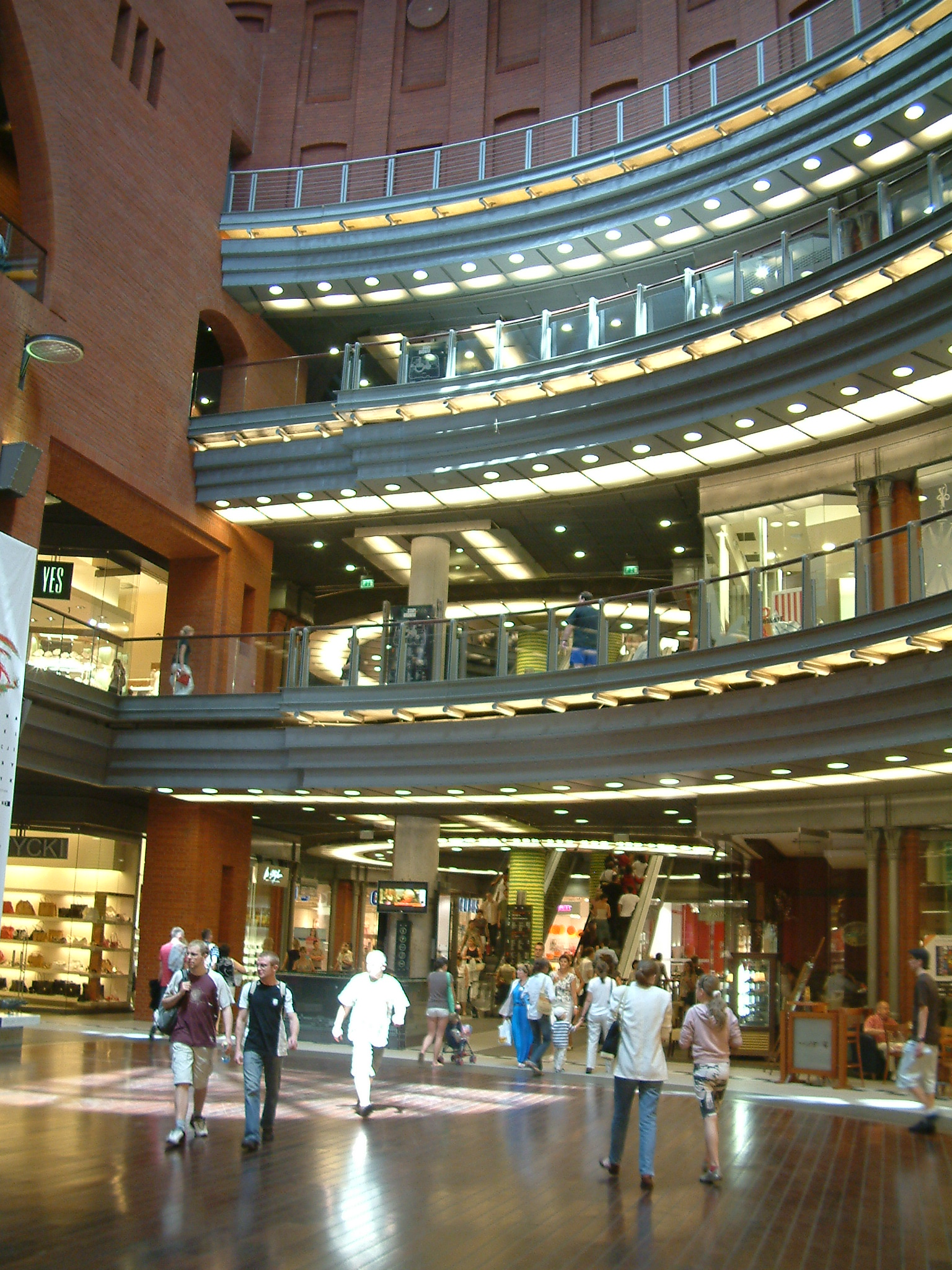
Intérieur
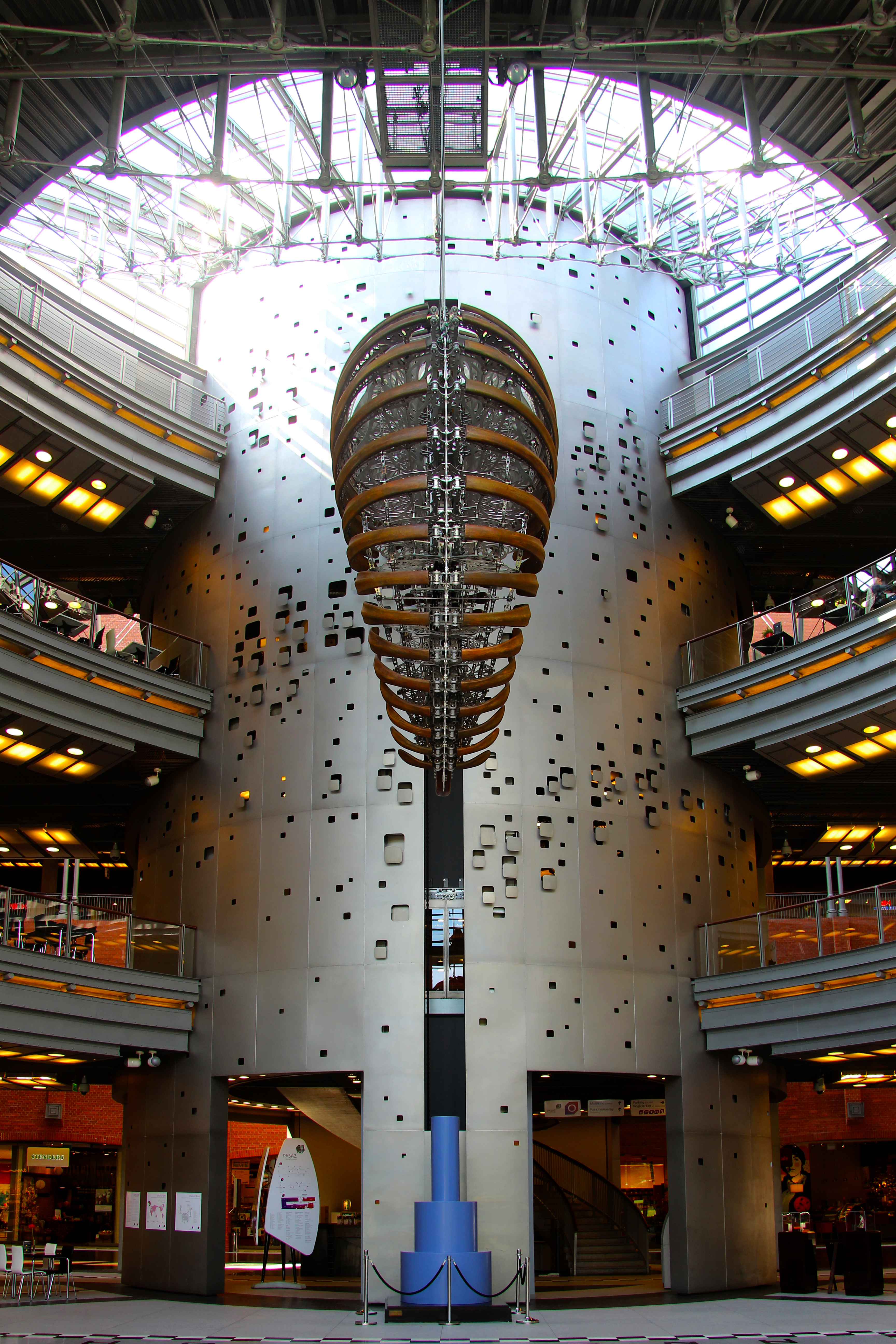
Opertus Lunula Umbra (Ombre cachée de la lune), sculpture de Choe U-Ram
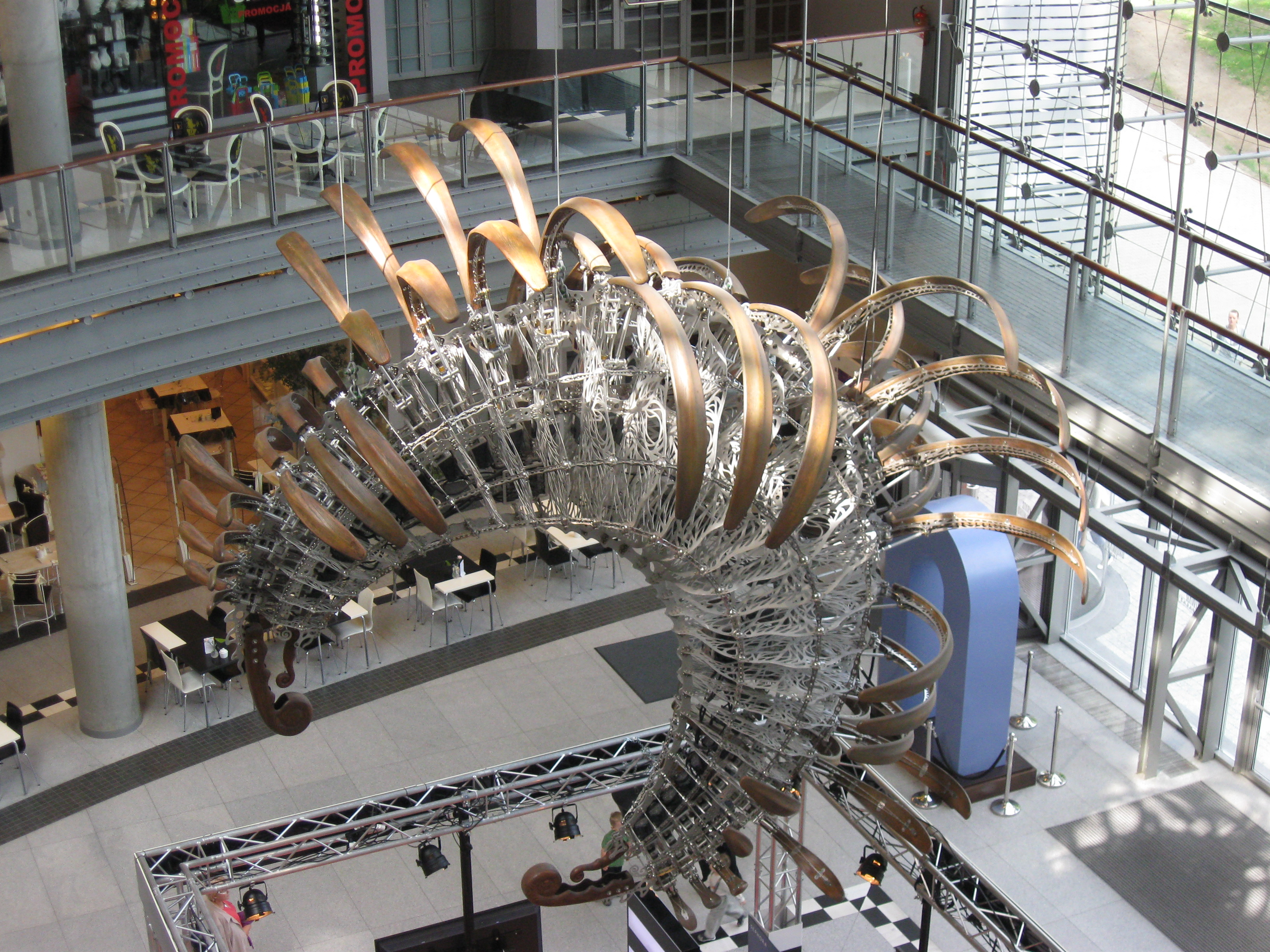
Citta Gentile (La ville amicale) d'Alessandro Mendini
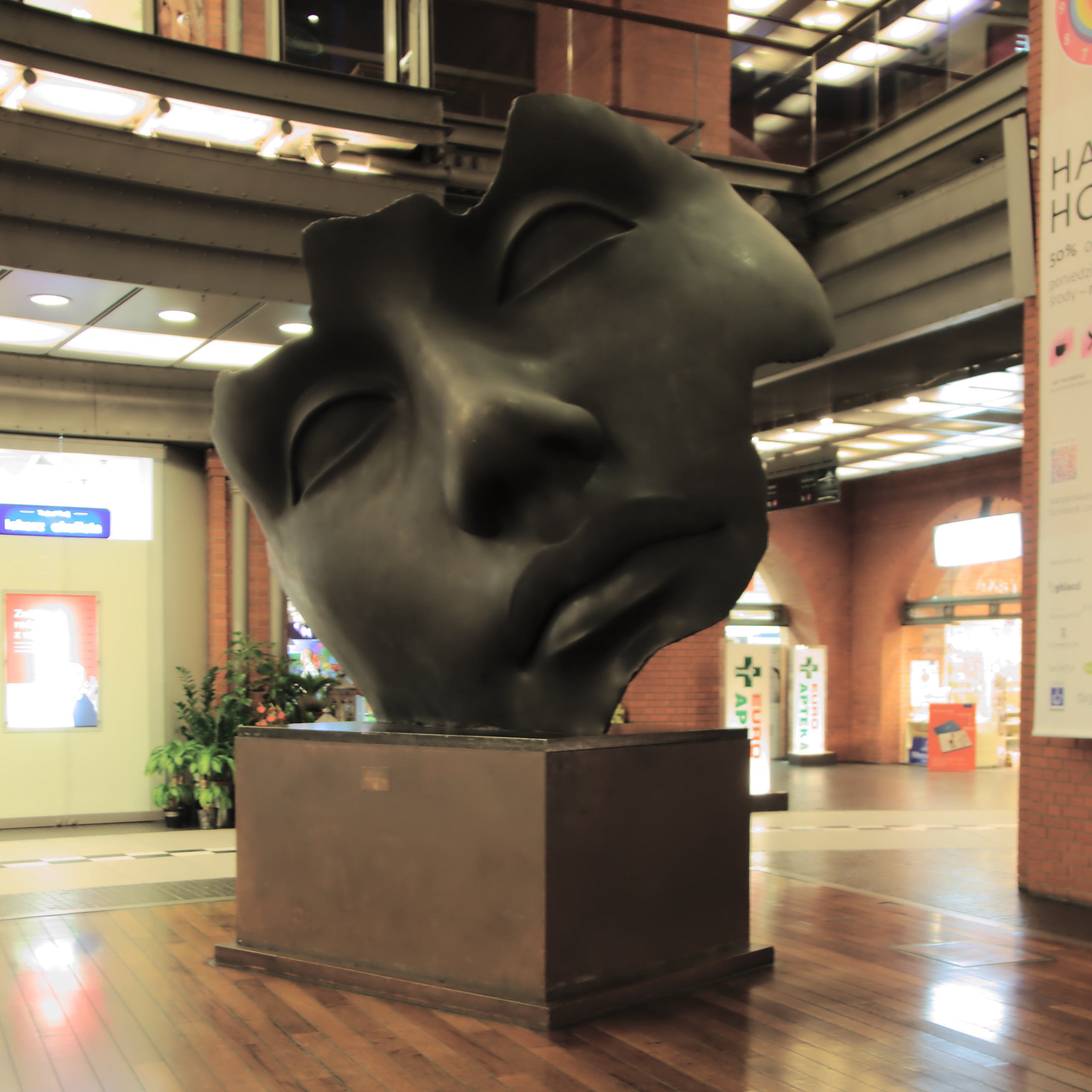
Thsuki-no-hikari (La lumière de la lune) œuvre monumentale d'Igor Mitoraj
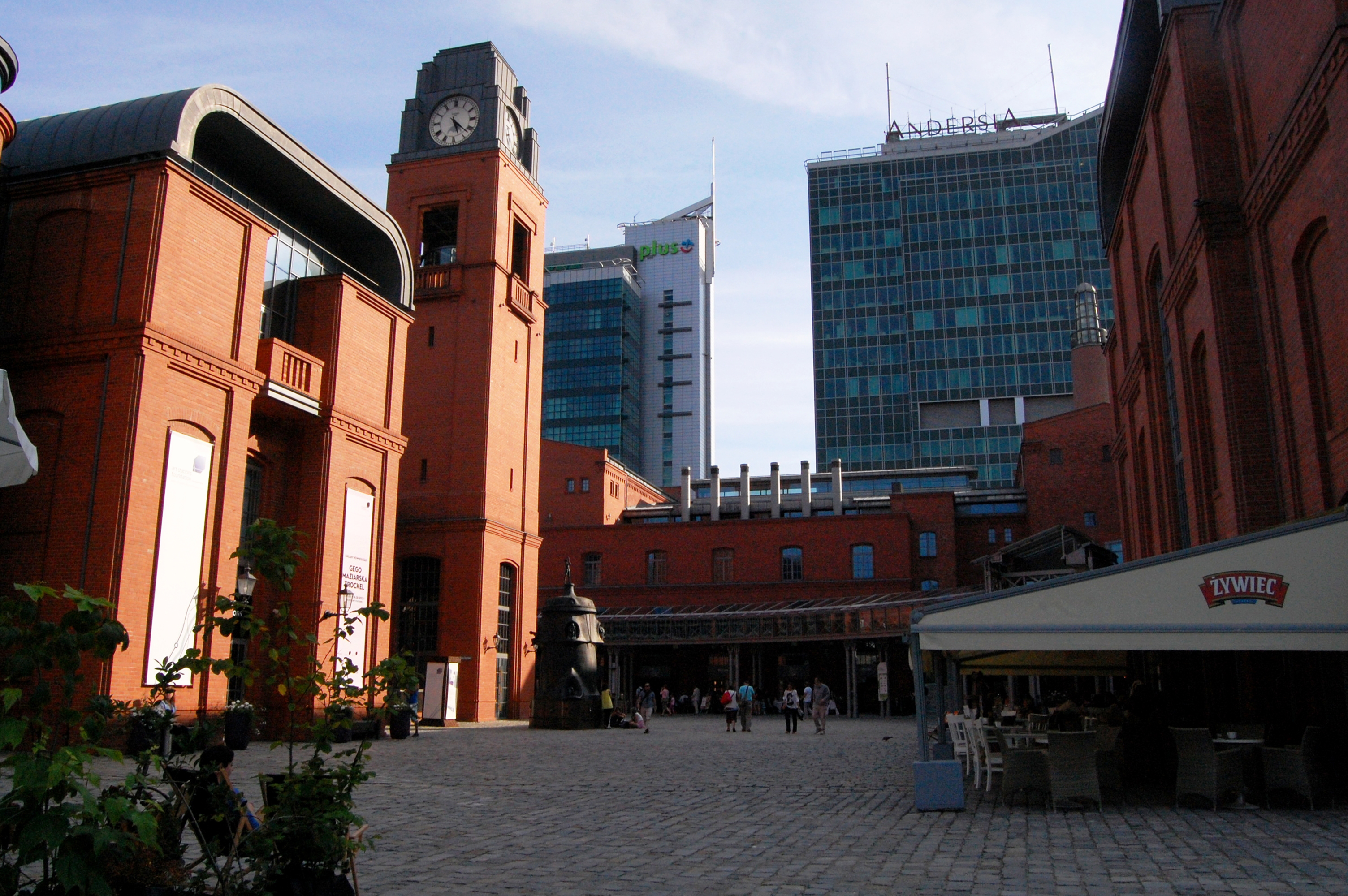
Terrasse sur le toit du centre commercial